# Kaltgasspritzen

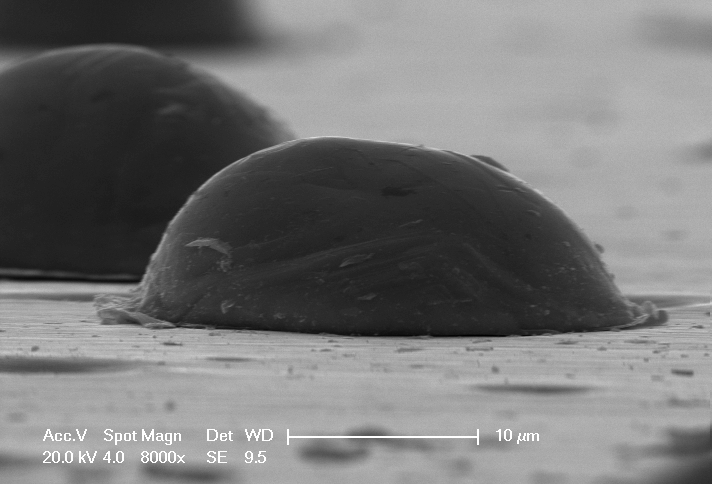
Aufnahme im Rasterelektronenmikroskop eines Titanpartikels auf einer Stahloberfläche

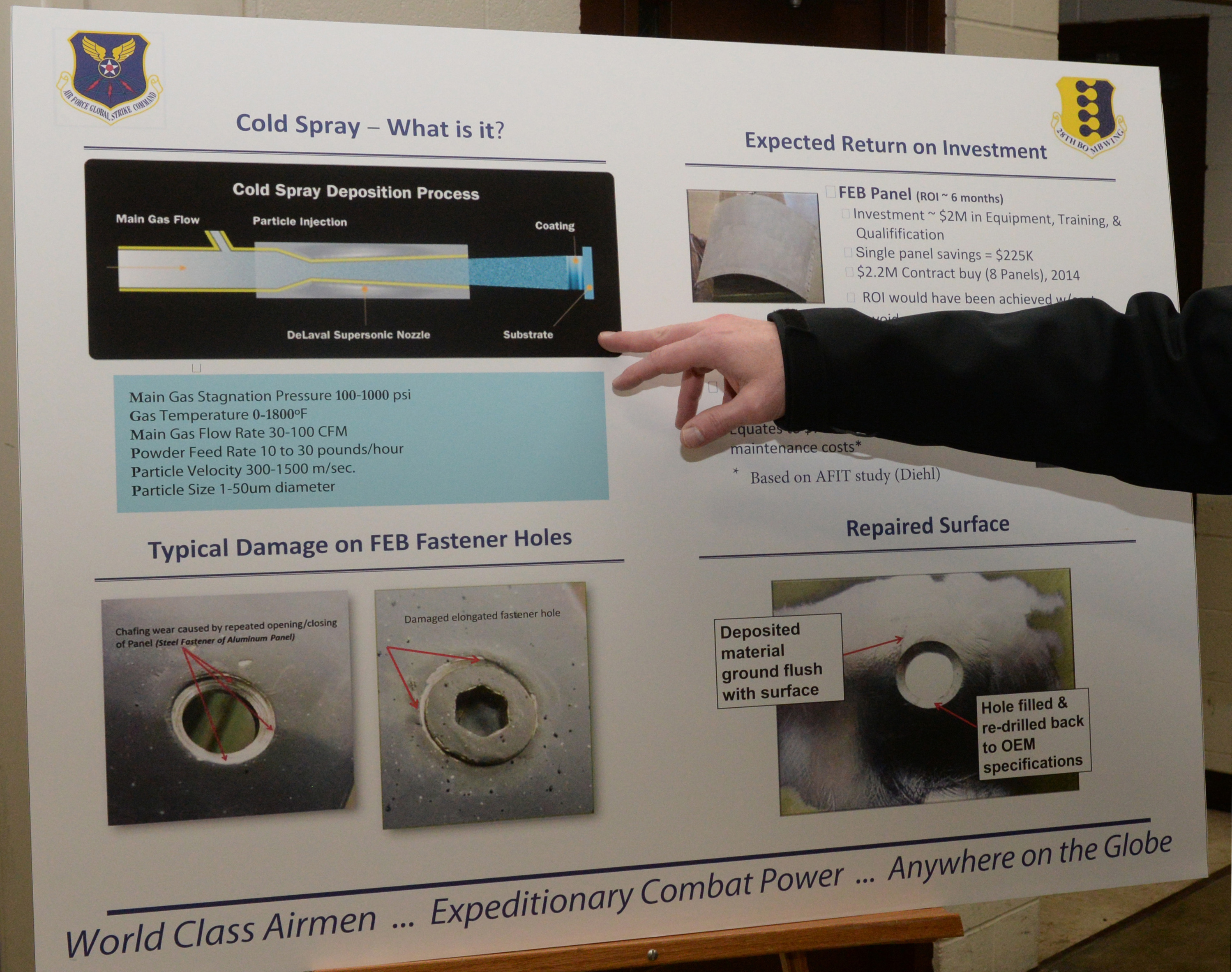
Information der USAF zum Cold Spray Process

Das Kaltgasspritzen (englisch: Cold Spray) (CS) ist ein Beschichtungsverfahren, bei dem der Beschichtungswerkstoff in Pulverform mit sehr hoher Geschwindigkeit auf das Trägermaterial (Substrat) aufgebracht wird. Dazu wird ein auf wenige hundert Grad aufgeheiztes Prozessgas (Stickstoff oder Helium) durch Expansion in einer Lavaldüse auf Überschallgeschwindigkeit beschleunigt und anschließend die Pulverpartikel in den Gasstrahl injiziert. Die injizierten Spritzpartikel werden dabei auf eine so hohe Geschwindigkeit beschleunigt, dass sie im Gegensatz zu anderen thermischen Spritzverfahren auch ohne vorangehendes An- oder Aufschmelzen beim Aufprall auf das Substrat eine dichte und fest haftende Schicht bilden. Die kinetische Energie zum Zeitpunkt des Aufpralls reicht für ein vollständiges Aufschmelzen der Partikel nicht aus. Das Kaltgasspritzen ist hervorgegangen aus dem Hochgeschwindigkeit-Flammspritzen (HVOF). Der Name geht auf die gegenüber HVOF deutlich niedrigeren Partikeltemperaturen zurück.

## Geschichte
Das Kaltgasspritzen wurde am Institut für theoretische und angewandte Mechanik der Sibirischen Abteilung der Russischen Akademie der Wissenschaften in Nowosibirsk entwickelt und 1986 in der Sowjetunion zum Patent angemeldet. Es wird auch heute dort noch weiter verfolgt. Einer der dort tätigen Wissenschaftler, Anatoli Papyrin, meldete in den USA 1994 das Patent an und begann mit dem US-amerikanischen Konsortium National Center for Manufacturing Science (NCMS) mit Sitz in Ann Arbor an der weiteren Industrialisierung des Verfahrens zu arbeiten. An dem Konsortium sind u. a. folgende Unternehmen beteiligt: Alcoa, ASB Industries, Ford, K-Tech, Pratt & Whitney, Siemens Westinghouse und Sandia National Lab. In Deutschland wurde das Verfahren 1995 patentiert und die weitere Entwicklung wurde u. a. von der Linde AG gemeinsam mit der Helmut-Schmidt-Universität/Universität der Bundeswehr Hamburg vorangetrieben. Für den Bau und die Vermarktung von Kaltgasspritzanlagen wurde 2010 das Unternehmen Impact Innovations GmbH gegründet. Bei der neusten Anlagentechnologie der Impact Innovations GmbH wird das Prozessgas bei bis zu 60 bar Druck der Spritzpistole zugeführt und im Pistolengehäuse auf maximale Temperaturen von bis zu 1100 °C aufgeheizt.

## Anwendung
Industriell eingesetzt wird Kaltgasspritzen zum Beispiel in der Automobilindustrie und in der Mikrotechnik. Schrittweise entstanden neue Felder wie im Bereich Werkzeugreparatur und Werkzeugbau – die früher als Rapid Manufacturing bezeichnet wurden und heute als Additive Fertigung bzw. 3D-Druck bezeichnet werden. Auch das thermische Spritzverfahren der MPA-Technologie des Maschinenbau-Unternehmens Hermle basiert auf dem Kaltgasspritzen, beide Technologien fallen unter die 3D-Druck-Prozesskategorie Materialauftrag mit gerichteter Energieeinbringung nach ASTM bzw. DIN EN ISO 52900:2022-03.